# Brasão de armas da Escócia

Brasão de armas da escócia

O Brasão Real do Reino da Escócia.

O brasão de armas escoces têm documentado acima e no século XII, durante o reinado de Guilherme I da Escócia. O escudo foi utilizado por seus monarcas escoceses até 1603, quando viu a união dinástica com a Inglaterra, com James VI (I Ingaterra) e armas escoceses começaram a aparecer juntamente com o Inglês.[carece de fontes?]
Os braços dos monarcas escoceses no século XVII tinha evoluído e tinha vários elementos fora do brasão. Apareceu cercado pelo colar da Ordem do Cardo-selvagem e ladeado por duas figuras (suportes) a forma de um unicórnio de prata desenfreado com crina de ouro também foi incorporada nos braços de monarcas britânicos. O escudo apareceu estampado com a coroa real em sua escocês e pôs-se a sua crista, um leão coroado gules segurando uma espada e um cetro, com uma fita em que foi escrito a versão abreviada dos slogans da Scottish segundo: Em eu defendo o meu Defens Deus (In Defens) (em português: Em minha defesa Deus me defender).[carece de fontes?]
No fundo, também fora do escudo, coloque uma fita com o lema escocês: "Nemo me impune lacessit" ("Ninguém me ofende impunemente") Alguns destes itens aparecem no brasão de armas britânico monarcas são usados quando. Escócia.[carece de fontes?]